# Gymnocanthus vandesandei
Gymnocanthus vandesandei es una especie de pez escarpeniforme de la familia de los cótidos.

## Hábitat
Habita en climas subtropicales, entre 18 y 27 m de profundidad.